# Unitärer Operator
Ein unitärer Operator ist in der Mathematik ein bijektiver linearer Operator zwischen zwei Hilberträumen, der das Skalarprodukt erhält. Unitäre Operatoren sind damit spezielle orthogonale oder unitäre Abbildungen und stets normerhaltend, abstandserhaltend, beschränkt und, falls beide Hilberträume gleich sind, normal. Der inverse Operator eines unitären Operators ist gleich seinem adjungierten Operator. Die Eigenwerte eines unitären Operators in einem Hilbertraum haben alle den Betrag eins. Unitäre Operatoren zwischen endlichdimensionalen Vektorräumen gleicher Dimension können nach Wahl je einer Orthonormalbasis durch unitäre Matrizen dargestellt werden. Wichtige Beispiele für unitäre Operatoren zwischen unendlichdimensionalen Funktionenräumen sind die Fouriertransformation und die Zeitentwicklungsoperatoren der Quantenmechanik.

## Definition
Ein unitärer Operator ist ein bijektiver linearer Operator {\displaystyle T\colon V\to W} zwischen zwei Hilberträumen {\displaystyle (V,\langle \cdot ,\cdot \rangle _{V})} und {\displaystyle (W,\langle \cdot ,\cdot \rangle _{W})}, sodass
{\displaystyle \langle Tu,Tv\rangle _{W}=\langle u,v\rangle _{V}}
für alle Vektoren {\displaystyle u,v\in V} gilt. Ein unitärer Operator ist demnach ein Isomorphismus zwischen zwei Hilberträumen, der das Skalarprodukt erhält. Ein unitärer Operator zwischen zwei reellen Hilberträumen wird gelegentlich auch als orthogonaler Operator bezeichnet.

## Eigenschaften
Im Folgenden werden die Zusätze {\displaystyle V,W} bei den Skalarprodukten weggelassen, da durch das Argument klar wird, um welchen Raum es sich jeweils handelt.

### Grundeigenschaften
Jeder unitäre Operator stellt eine unitäre Abbildung (im reellen Fall orthogonale Abbildung) dar. Die Linearität folgt daher bereits aus der Erhaltung des Skalarprodukts und muss demnach nicht separat gefordert werden. Ein unitärer Operator erhält weiterhin die Skalarproduktnorm eines Vektors, das heißt, es gilt
{\displaystyle \|Tv\|={\sqrt {\langle Tv,Tv\rangle }}={\sqrt {\langle v,v\rangle }}=\|v\|},
und damit auch den Abstand zweier Vektoren. Die Abbildung {\displaystyle T} stellt somit eine Isometrie dar und die beiden Räume {\displaystyle V} und {\displaystyle W} sind daher isometrisch isomorph. Die Eigenwerte eines unitären Operators {\displaystyle T\colon V\to V} haben alle den Betrag eins. Allgemeiner liegt das Spektrum eines unitären Operators im Rand des Einheitskreises.

### Operatornorm
Für die Operatornorm eines unitären Operators {\displaystyle T} gilt aufgrund der Normerhaltung
{\displaystyle \|T\|=\sup _{\|v\|=1}\|Tv\|=\sup _{\|v\|=1}\|v\|=1}.
Ein unitärer Operator ist demnach immer beschränkt und damit stetig.

### Inverse
Der inverse Operator {\displaystyle T^{-1}} eines unitären Operators {\displaystyle T} ist gleich seinem adjungierten Operator {\displaystyle T^{\ast }}, also
{\displaystyle T^{-1}=T^{\ast }},
denn es gilt
{\displaystyle \langle u,T^{\ast }v\rangle =\langle Tu,v\rangle =\langle Tu,TT^{-1}v\rangle =\langle u,T^{-1}v\rangle }.
Stimmen umgekehrt Inverse und Adjungierte eines linearen Operators überein, dann ist dieser unitär, denn es gilt
{\displaystyle \langle Tu,Tv\rangle =\langle u,T^{\ast }Tv\rangle =\langle u,T^{-1}Tv\rangle =\langle u,v\rangle }.

### Normalität
Aufgrund der Übereinstimmung von Inverser und Adjungierter ist ein unitärer Operator im Fall {\displaystyle V=W} stets normal, das heißt
{\displaystyle T^{\ast }T=TT^{\ast }=I}.
Für unitäre Operatoren auf komplexen Hilberträumen und selbstadjungierte unitäre Operatoren auf reellen Hilberträumen gilt damit der Spektralsatz.

### Basistransformation
Ist {\displaystyle T} ein unitärer Operator und ist {\displaystyle (v_{i})_{i\in I}} eine Hilbertbasis (ein vollständiges Orthonormalsystem) von {\displaystyle V}, dann ist {\displaystyle (Tv_{i})_{i\in I}} eine Hilbertbasis von {\displaystyle W}, denn es gilt
{\displaystyle \langle Tv_{i},Tv_{j}\rangle =\langle v_{i},v_{j}\rangle =\delta _{ij}}.
Sind umgekehrt {\displaystyle (v_{i})_{i\in I}} und {\displaystyle (Tv_{i})_{i\in I}} Hilbertbasen von {\displaystyle V} und {\displaystyle W} und ist {\displaystyle T} linear, so folgt daraus die Unitarität von {\displaystyle T}, denn man erhält
{\displaystyle {\begin{aligned}\langle Tu,Tv\rangle &={\big \langle }T{\big (}{\textstyle \sum _{i}}\lambda _{i}v_{i}{\big )},T{\big (}{\textstyle \sum _{j}}\mu _{j}v_{j}{\big )}{\big \rangle }={\big \langle }{\textstyle \sum _{i}}\lambda _{i}Tv_{i},{\textstyle \sum _{j}}\mu _{j}Tv_{j}{\big \rangle }={\textstyle \sum _{i}}{\textstyle \sum _{j}}\lambda _{i}{\bar {\mu }}_{j}{\big \langle }Tv_{i},Tv_{j}{\big \rangle }=\\&={\textstyle \sum _{i}}{\textstyle \sum _{j}}\lambda _{i}{\bar {\mu }}_{j}\delta _{ij}={\textstyle \sum _{i}}{\textstyle \sum _{j}}\lambda _{i}{\bar {\mu }}_{j}\langle v_{i},v_{j}\rangle ={\big \langle }{\textstyle \sum _{i}}\lambda _{i}v_{i},{\textstyle \sum _{j}}\mu _{j}v_{j}{\big \rangle }=\langle u,v\rangle .\end{aligned}}}